# Józef Kubisz

Niedatowane zdjęcie z 1929 roku w Kalifornii, Józef Kubisz (drugi z prawej), Helen E. Hojka Kubisz (w środku)

Józef Kubisz (ur. 14 marca 1885 w Trzyńcu, zm. 6 listopada 1940, Chicago) – polski dyplomata dwudziestolecia międzywojennego. Konsul m.in. w Nowym Jorku, Pittsburghu i Chicago.

## Życiorys
Dyplomata, konsul Polski w Stanach Zjednoczonych. Urodził się w Końskiej nr. 6 (później w tym miejscu wzniesiono obiekty huty Trzynieckiej). Pochodził z chłopskiej rodziny Pawła i Ewy z domu Zielina. Uczeń szkoły ludowej w Końskiej, następnie przez pięć lat Gimnazjum Polskim w Cieszynie. Służył ochotniczo w austro-węgierskiej marynarce wojennej. Dyplomata Austro-Węgier w Stanach Zjednoczonych. W 1919 r. przyjęty do polskiej służby konsularnej, pracował m.in. w Nowym Jorku, Pittsburghu i Chicago. Do Polski wrócił w 1933 r. Pracował w Ministerswie Poczt i Telegrafów w Warszawie do 1939 roku. Zmarł w Chicago.
Jego przyrodnim bratem był Jerzy Kubisz – pedagog i działacz społeczny na Śląsku Cieszyńskim.